# Embajada de España en Yugoslavia
La Embajada de España en Yugoslavia fue la máxima representación legal del Reino de España en Yugoslavia.

## Embajador
El primer embajador fue Fernando Olivié González-Pumariega, quien fue nombrado por el gobierno de Adolfo Suárez el 16 de abril de 1977.   El último embajador fue Mariano García Muñoz que ya cesó en 2005 como embajador de Serbia y Montenegro. Desde 1919 existía la representación española con rango de Enviados Extraordinarios y Ministros plenipotenciarios que se mantuvo hasta la Segunda Guerra Mundial.

## Misión Diplomática
El Reino de España concentra su representación en el país en la embajada en la capital del país, Belgrado que tenía rango de embajada desde 1977.

## Historia
España abrió una legación en Belgrado en 1919, un año después de que se creara el Reino de Yugoslavia. Las relaciones se mantuvieron hasta 1945 cuando acabó la Segunda Guerra Mundial, pero las diferencias ideológicas entre el régimen de Franco y el de Josip Broz Tito congelaron las relaciones a nivel de embajadores. Finalmente, con la llegada de la democracia a España se restablecieron las relaciones diplomáticas.
En 1991 estalló la guerra en Yugoslavia, que se mantuvo hasta 1995, por la que los territorios de Eslovenia, Croacia y Bosnia obtuvieron la independencia, también la obtuvo Macedonia pero de forma pacífica. España retiró a su embajador en 1992 y, dada su pertenencia a la OTAN y la ONU participó en misiones, sobre todo en Bosnia, para el mantenimiento de la paz como la UNPROFOR pero también en misiones militares a través de la OTAN en 1995 y 1999. El embajador español regresó en 1996.

## Evolución política
Yugoslavia nació como estado en 1918 como consecuencia de la unión del Reino de Serbia, desde 1882, y los territorios austrohúngaros de Croacia, Eslovenia y Bosnia firmantes de la Declaración de Corfú (1917). Además, en esta unión se incluyó a Montenegro, que pese a no ser firmante, ya que el primer ministro montenegrino era cercano a las tesis yugoslavas y firmó el acuerdo en contraposición al rey Nicolás I de Montenegro que mantenía una postura hostil a la unión. Yugoslavia pasó por varias denominaciones y formas políticas que se detallan aquí:
- Reino de los Serbios, Croatas y Eslovenos (1918-1929) monarquía constitucional.
- Reino de Yugoslavia (1929-1941) que pasó de una monarquía absoluta a una monarquía constitucional unitaria y luego federal.

Pasada la Segunda Guerra Mundial, abolidos los estados títeres de los nazis y los gobiernos provisionales de los partisanos yugoslavos, se constituye en:
- República Federal Popular de Yugoslavia (1945-1963) república socialista.
- República Federativa Socialista de Yugoslavia (1963-1992) república socialista.
- República Federal de Yugoslavia (1992-2003) república parlamentaria.

Con las presiones internacionales el país cambió de nombre por Serbia y Montenegro, manteniendo España su representación a través de los embajadores españoles acreditados en el país.

## Demarcación
La embajada española en Yugoslavia llegó a tener una demarcación con un solo país incluido:
- República Popular de Albania: España y Albania establecieron relaciones diplomáticas el 12 de septiembre de 1986, aunque los asuntos consulares de Tirana dependieron de la Embajada española en Belgrado hasta 1993 cuando pasaron a depender de la Embajada española en Roma. Finalmente, en 2006 el gobierno español creó una Embajada de España en Albania.